# William Nylander (hockey sobre hielo)
William Nylander (Calgary, Alberta, 1 de mayo de 1996), apodado Bill Nye, Bill o Willie, entre otros, es un jugador profesional canadiense de hockey sobre hielo que se desempeña en la posición de extremo derecho en Toronto Maple Leafs, equipo de la National Hockey League (NHL).

## Carrera
Fue seleccionado en la primera ronda en la NHL Entry Draft de 2014. En 2015 hizo su debut profesional con el equipo Toronto Maple Leafs, donde lleva jugando nueve temporadas.